# ヴェルナー・ファイマン
ヴェルナー・ファイマン（Werner Faymann、1960年5月4日 - ）は、オーストリアの政治家。連邦首相（2008年12月2日 - 2016年5月9日）、オーストリア社会民主党党首などを歴任した。

## 経歴
オーストリアのウィーン生まれ。ギムナジウムに通っていた頃に政治に興味を示し、ウィーン15区で学生評議会の代表を務めている。
1981年から1987年まではオーストリア社会民主党の組織局であるオーストリア社会主義青年団のウィーン支部代表を務めたが、この間、1983年にローマ教皇がウィーンを訪れた際に "Anti-Papst-Festes" とのスローガンを掲げ、ヘイトスピーチを行い当局の管理下に置かれたことがある。
学歴について、国民議会の公式サイトにおける議員名簿欄にはウィーン大学において法律学部に在籍したと記されているが、在籍期間は明記されていない。2012年夏に放送されたオーストリア放送協会第二放送の番組 "ORF-Sommergespräch 2012" では、「実際にはオリエンテーションに参加した程度で、試験は1回も受けたことはない。」と語り、その頃にタクシーの運転手として働いていたことも明かしている。1978年から1985年までのファイマンの詳細な経歴が明らかにされていない点は、Medienvielfalt Verlags GmbHが主宰するウェブサイトunzensuriert.atも2011年8月5日の投稿で指摘している。
1985年から1988年までツェントラール・シュパールカッセで顧問カウンセラーを務め、1988年から1984年まではオーストリア社会民主党の支持団体であるオーストリア賃借人協会のウィーン筆頭代表を務めた。

## 州議会における立場
1985年、ファイマンは当時最年少でウィーン市議会議員に当選し、1994年まで市議会議員・地区評議委員を務め、1994年から1996年までは住宅建設・都市環境開発整備担当政務官、ウィーン地盤環境・都市環境開発整備基金の総裁・ウィーン経済支援基金の副総裁を務めた。1996年から2007年までは生活住居・住宅建設・都市環境開発整備担当政務官を担当し、2002年には大規模の市有不動産を売却し、公営資産の民営化を図り、数万戸の新規住宅建設を実現させたが、不動産の売却額や手法についての適正について、野党からは疑問を呈されている。

## 国政

### 入閣
2006年10月に行われたオーストリア社会民主党とオーストリア国民党との連立政権協議に関する経済部会に、当時の社民党党首グーゼンバウアーによって召喚され、国政レベルでメディアから注目を浴びた。2007年1月11日、運輸・技術開発・イノベーション担当大臣に任命され、2008年12月2日まで務めた。

### 党首から首相へ
2008年6月16日、グーゼンバウアーは党内の支持基盤が弱体化したために、自ら社民党 (SPÖ) の幹部会において党首の座を下り、後任にファイマンを推挙し、ファイマンは暫定党首に就任した。同年7月7日に国民党（ÖVP）との連立政権解消に伴い、グーゼンバウアーは次回の国民議会解散繰り上げ総選挙における首班指名候補を辞退し、ファイマンが首班指名候補となることがほぼ確実となり、同年8月8日のリンツに於ける党大会で98.36%の支持を受けて正式に戦後8代目の党首に就任し、首班指名候補となった。
2008年の国民議会総選挙で、SPÖは第一党となったが、11議席を失い過半数を得られなかったため、再びÖVPとの連立政権を余儀なくされた。経済的な危機下の中、経済界から早期の安定政権を望む声に応え、11月23日に両党は連立政権の合意書に署名し、2008年12月2日、ハインツ・フィッシャー連邦大統領に認証され新政権が発足した。
2013年の国民議会総選挙で、SPÖは5議席減となるも第一党を維持、再びÖVPとの連立政権を継続し、ファイマンは首班指名を請けて首相職を続投した。
オーストリア国民議会 政党別議席数及び投票獲得率と議席の増減（議席を獲得した政党のみを抜粋）
| 政党名                       | 得票率（2008） | 得票率（2013） | 得票率（2013） | 議席数（2013） | 議席の増減（2008→2013） |
| ---------------------------- | -------------- | -------------- | -------------- | -------------- | ----------------------- |
| オーストリア社会民主党       | 29.26          | 57             | 26,82          | 52             | -11→-5                  |
| オーストリア国民党           | 25.98          | 51             | 23.99          | 47             | -15→-4                  |
| オーストリア自由党           | 17.54          | 34             | 20.51          | 38             | +13→+6                  |
| オーストリア未来同盟         | 10.70          | 21             | 3.53           | 0              | +14→0                   |
| 緑の党                       | 10.43          | 20             | 12.42          | 24             | -1→+4                   |
| 新しいオーストリアと自由連合 | -              | -              | 4.96           | 9              | 0→+9                    |
| チーム・シュトロナッハ       | -              | -              | 5.73           | 11             | 0→+11                   |
| ザルツブルク自由党           | -              | -              | -              | 2              | 0→+2                    |

### 党内基盤
2012年10月13日にザンクト・ペルテンで行われた社民党大会において、ファイマンは党首として支持率83.43%となり、同党の近年最低の結果となったが、2013年9月29日に行われた国民議会総選挙では再び首班指名に立候補した。結果として社民党は再度第一党の座を維持したが、5議席減という結果となった。ファイマンは選挙の結果を受けて、国民党以外の政党との連立政権は考えていない旨を公言している。
2013年のザルツブルク州の州議会選挙において6議席数を減らし、国民党（ÖVP）に第一党の座を明け渡し、続く2015年のシュタイアーマルク州議会選挙でもÖVPとの連立政権は維持したものの、州首相の座はÖVPに譲る結果となった。2016年4月24日の大統領選挙においては、社民党、国民党双方の候補者が第1回の投票で落選する結果となり、党内の支持基盤が決定的に弱体化した。

### 辞任
移民政策に関して、東欧圏のEU諸国に対して、EUの難民受け入れ条件等を許容しない国へ経済的な制裁を課すような発言を通じて国内外から批判が高まる中、世論を背景としつつ政権の運営継続が困難となった。さらに、2016年4月24日に行われたオーストリア大統領選挙で、国民党と国民党の与党双方から出馬した候補者が落選する事態が発生し、ファイマン政権への国民からの不信感は明確となった。
2016年5月9日、ファイマンは首相職と社民党党首を辞任した。内閣総辞職ではないため、ハインツ・フィッシャー連邦大統領はこれを受けて政権の継続的運営を暫定的にラインホルト・ミッターレーナー副首相に指示、社民党の党首はウィーン市長のホイプルが務めることになった。5月12日、社民党幹部会は、オーストリア連邦鉄道（ÖBB）代表取締役を務めていたクリスティアン・ケルンを首相後任および党首として選出し、5月17日に大統領官邸で認証され、ケルンが正式に首相に就任した。

## 私生活
現在、ウィーン州議会議員・地区評議員を務めているマルティナ・ルートヴィヒ＝ファイマンと2001年に入籍、2人の娘がいる。

## 参照
1. 1 2   オーストリア国民議会公式サイトの議員名簿(ドイツ語)
2. ↑  2008年09月18日附 カトリック通信 オンライン（ドイツ語）
3. ↑  http://www.parlament.gv.at/WWER/PAD_36450/
4. ↑  1905年設立の公営要素が強い貯蓄銀行法に基づくウィーンの金融機関であったが、1990年にオーストリア政府の傘下にあったレンダーバンクと合併し、現在はオーストリア銀行と商号改変の後、同国最大の商業銀行となっている。1997年に競合するクレディッタンシュタルトと合併するまで、同行はオーストリア社会民主党の事実上の支持母体だった。
5. ↑   name="オーストリア共和国首相官邸の公式サイトに於ける首相のプロフィール">
6. ↑   name="2007年1月10日附のオーストリア国営放送協会の記事(ドイツ語)">
7. ↑   2002年6月21日附 オーストリア通信 APA-OTS オンライン（ドイツ語）
8. ↑   2007年1月10日附のオーストリア国営放送協会の記事
9. ↑  2008年6月16日附 n-TVの記事（ドイツ語）
10. ↑  2008年11月23日附 独シュピーゲルオンライン版（ドイツ語）
11. ↑  
オーストリア内務省による2008年および2013年国民議会総選挙の最終投票結果
12. ↑  当選当時はオーストリア自由党所属議員によって構成されている政党
13. ↑   2012年10月14日附 スタンダード紙オンライン版
14. ↑  2013年10月1日附Heute オンライン版
15. ↑  Der Standard 電子版　2015年12月19日附　『ファイマンの東欧への脅迫は過ち』
16. ↑   2007年1月10日附のオーストリア国営放送協会の記事